# Pays de Liège (bateau)
Cet article concerne le bateau de plaisance. Pour la région, voir Pays de Liège.

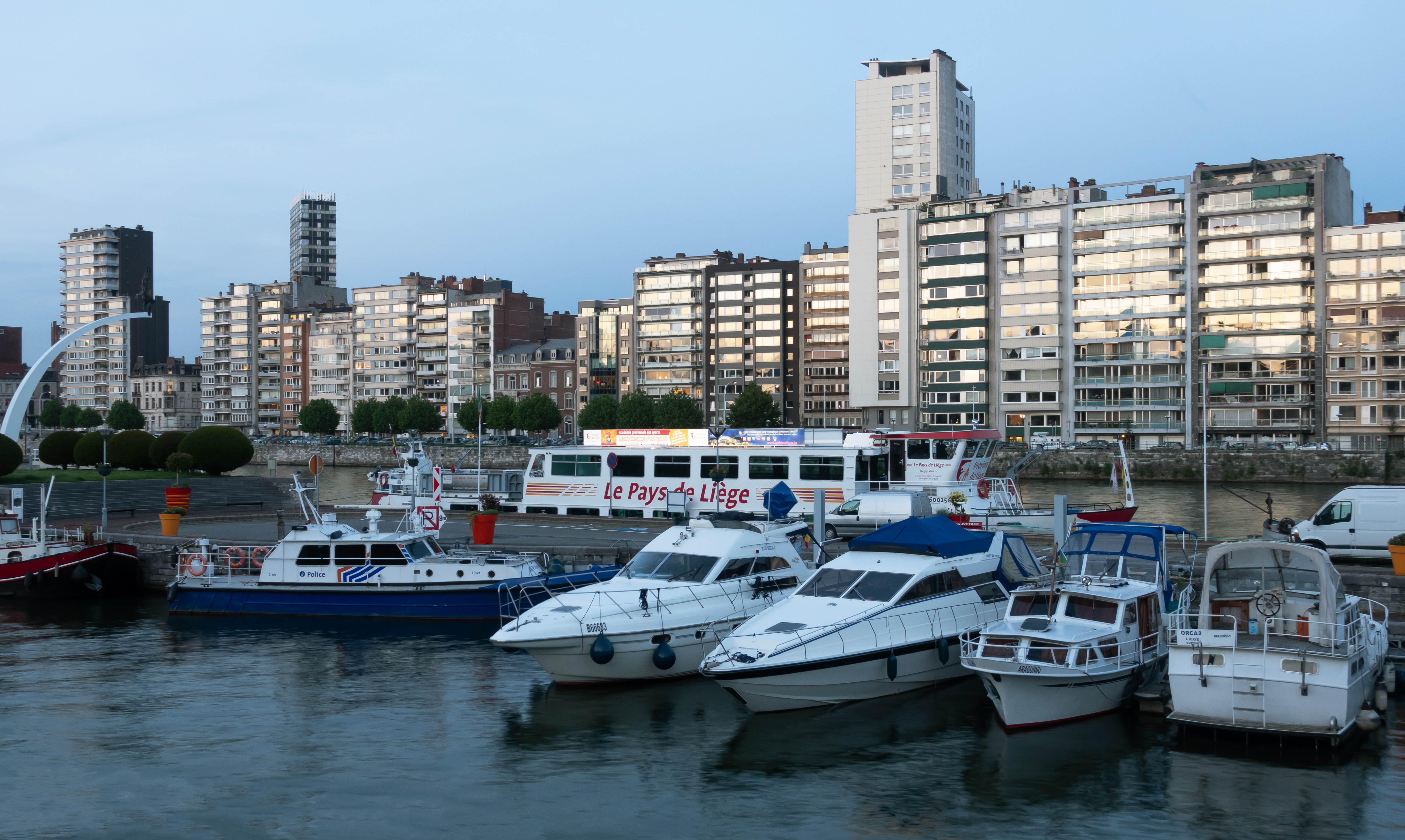
Le Pays de Liège dans la marina

Le Pays de Liège est un ancien bateau à passagers (ou bateau-promenade) qui proposait des croisières de quelques heures à une journée, sur la Meuse et sur le canal Albert en province de Liège.

## Histoire
Le bateau qui date de 1989 a été mis en service en 1993 par le projet Blegny-Mine pour assurer les déplacements de groupes scolaires et touristiques sur la Meuse et le canal Albert entre Liège et, d'une part, Blegny, et, d'autre part, le Val-Saint-Lambert, ainsi qu'occasionnellement vers Huy, Maastricht ou Visé. Ravagé par un incendie accidentel en juillet 2022, le bateau dont la réparation est trop onéreuse sera revendu et remplacé par un plus petit,.